# Stari Ukirtxelon
Stari Ukirtxelon (en rus: Старый Укырчелон) és un poble de la República de Buriàtia, a Rússia, segons el cens del 2010 tenia 49 habitants.